# Слайго
Сла̀йго (на английски: Sligo; на ирландски: Sligeach, най-близко до Шлийъх) е град в северната част на Ирландия, провинция Конахт.
Главен административен център е на едноименното графство Слайгоу. Разположен е при вливането на река Гаравог в Атлантическия океан. Населението му е 17 892 жители от преброяването през 2006 г.

## Спорт
Представителният футболен отбор на града е на ФК Слайго Роувърс. Дългогодишен участник е в ирландската Премиър лига.

## Личности
родени в Слайго
- Нийл Джордан (р. 1950), ирландски кинорежисьор, продуцент и писател

починали в Слайго
- Луис Маунтбатън (1900 – 1979), британски аристократ и политик, последен вицекрал на Индия, убит в града на 29 август 1979 г.

свързани със Слайго
- Уилям Йейтс (1865 – 1939), ирландски поет и драматург

## Побратимени градове
- Талахаси, САЩ